# TéléGrenoble
TéléGrenoble est la chaîne de télévision locale généraliste privée diffusant par voie hertzienne sur la métropole de Grenoble, mais également sur le pays Voironnais depuis l'émetteur de Montaud, ainsi que dans le massif de l'Oisans notamment pour les stations de l'Alpe d'Huez ou des Deux Alpes. Elle est installée sur le canal 38 de la télévision numérique terrestre.
La chaîne se consacre exclusivement à l'actualité locale et à la mise en valeur du territoire.

## Histoire de la chaîne
En 2002, Jacques Rosselin, fondateur de l’hebdomadaire Courrier international et de CanalWeb et Emmanuel des Moutis, ancien président de l’agence de marketing direct Wunderman et ancien directeur de la société TAG Heuer fondent, avec le soutien de la fondation Berlys de Pierre Bergé, la société Antennes locales pour développer un réseau de chaînes locales, soit en répondant aux appels d'offres du CSA pour de nouvelles fréquences, soit en prenant des participations dans des télévisions locales déjà existantes. Antennes locales sera adossée en 2004 au groupe Hersant Média. L'autorisation du CSA permettant à la société Télé Grenoble d'utiliser une fréquence pour l'exploitation d'un service de télévision privé à caractère local est publiée au journal officiel le 1er septembre 2005.
Le lancement de la chaîne intervient le 20 octobre 2005, avec notamment le concours d'Alain et Frédéric Le Diberder, ex-dirigeants de Canal+, fondateurs de CLVE, société high-tech basée à Grenoble. Le rédacteur en chef est Michel Garcin, venu de la radio (Radio France Isère, RTL, Europe 2) et le journaliste Thibault Leduc accueille les téléspectateurs depuis la place Victor-Hugo. Avec des studios précaires installés avenue du Vercors à Meylan, la particularité de la chaîne pour la première saison est de réaliser son journal télévisé présenté par Pierre-Yves Schneider (G2 direct devenu G rendez-vous) en direct la semaine de 19 à 21 heures, depuis un studio mobile situé dans une commune différente de l’agglomération, ou sur un lieu spécifique comme Alpexpo lors de la foire internationale,. Le reste de la journée étant ponctué par des programmes courts réalisés par les Grenoblois. Ce carrousel de programmes entrecoupé par un flash info couvre une soixantaine de thématiques. L'habillage très coloré de la chaîne est assuré par une entreprise locale de designers, Beautifulscreen.
Fin 2007, alors que la chaîne se dote d'un blog sur son site internet et qu'elle déménage sur la zone d'activité Technisud, Emmanuel des Moutis, Jacques Rosselin ainsi que Pierre Bergé vendent leurs participations dans Antennes locales, qui devient ainsi une filiale à 100 % du Groupe Hersant Média. Le groupe dirigé par Philippe Hersant se positionne à l'époque comme le premier opérateur français dans le domaine des télévisions locales avec sept chaînes dont Cap 24 à Paris. En poste depuis la création de TéléGrenoble, le directeur général Francis Raux est remplacé par l'ancien journaliste de TF1 Denis Vincenti. La stratégie d'Hersant Média est d'uniformiser ses chaînes locales avec un tronc commun de programmes (films, théâtre, humour, dessins animées, séries...) diffusés au même moment sur chaque antenne. Des personnalités reconnues comme Anne Roumanoff et Patrick Sabatier (qui fait son grand retour à la télé) vont présenter chaque semaine une émission. Une stratégie qui ne sera pas payante.

Immeuble de TéléGrenoble Isère.

Le 1er avril 2010, le rédacteur en chef Thibault Leduc présent lors de la création de la chaîne en 2005 et le nouveau directeur général Gérard Balthazard rachètent TéléGrenoble au Groupe Hersant Media en proie alors à de grosses difficultés financières. Ils réduisent au maximum les frais de fonctionnement et de personnel et décident de réorienter les programmes sur une ligne éditoriale 100 % locale. Un an après, la chaîne est pour la première fois de son histoire à l'équilibre. L'audience est également au rendez-vous avec plus de 100 000 téléspectateurs fidèles chaque semaine et des pics à 30 000 par jour notamment sur la tranche info 18 h 30 à 20 h 30. TéléGrenoble renforce sa diffusion en 2010 en entrant sur le bouquet Fransat, mais doit y renoncer en août 2013 pour des raisons d'économie.
En obtenant un nouvel émetteur à Chamrousse en septembre 2011, la chaîne devient TéléGrenoble Isère et rénove son identité visuelle. En 2012, elle confirme son redressement avec une augmentation de son chiffre d'affaires d'environ 20 % (1,3 M€) alors que la plupart des chaînes locales subissent une baisse de leur activité. La chaîne se remet d'ailleurs à embaucher et à revoir ses outils de communication, le premier étant son site internet lancé au début du premier trimestre 2013, conçu et réalisé par l'agence grenobloise PixelCréo.
En 2015, TéléGrenoble Isère déménage de ses locaux de la zone d'activité Technisud à Grenoble pour s'installer rue Eugène-Faure dans l'immeuble le Palladium. Le 22 décembre de la même année, la chaîne fête ses 10 ans, avec une émission spéciale en direct du marché de noël de Grenoble sur la place Victor-Hugo, faisant un clin d'œil au lieu de la toute première émission de la chaîne. Début 2016, comme pour ses émissions, la chaîne change la présentation de son site internet qui passe d'un fond à dominante bleue à une dominante blanche. Le 5 avril, la chaîne fait partie des vingt-sept chaînes locales françaises sélectionnées par le CSA pour diffuser ses programmes en haute définition. À l'été 2019, l'immeuble de TéléGrenoble accueille pour environ deux ans les équipes de France Bleu Isère victime de la vague d'incendies criminels à Grenoble.
En 2019, la chaîne annonce avoir produit près de 198 émissions sur l'année 2018 et obtenu un taux de notoriété de 78 %, voire 90 % dans la tranche des 35-49 ans. 

## Médiatisation
TéléGrenoble a mis en place de nouvelles émissions en matière culturelle comme la retransmission en différé du festival le Cabaret frappé ou du festival international du cirque de Grenoble, transféré en 2015 à Voiron. En 2016, lors de la journée portes ouvertes organisée par la chambre de commerce et d'industrie de Grenoble, la chaîne ouvre ses portes au public durant une semaine, donnant la possibilité de rencontrer des journalistes et d'assister à l'enregistrement d'une émission. Sur le plan politique, chaque élection nationale ou locale fait l'objet d'une émission particulière lors de débats avec les personnalités politiques iséroises voire parfois nationales.
Lors des célébrations du cinquantième anniversaire des Jeux olympiques d'hiver de 1968 organisés à Grenoble, la chaine s'implique fortement en invitant à plusieurs reprises dans ses studios, les sportifs de l'époque comme Jean-Claude Killy, Marielle Goitschel ou Alain Calmat, ainsi que des témoins clés comme le cinéaste Jack Lesage. Durant cette période de célébrations, la chaine réalise à l'intérieur de ses journaux télévisés quotidiens, un mini journal vintage tel qu'elle aurait pu le faire en 1968. Par ailleurs, elle retransmet le 6 février 2018, une soirée de 75 minutes contenant un spectacle chorégraphique et pyrotechnique sur l'anneau de vitesse de Grenoble, en l'honneur de ces Jeux, et réalise par la suite la soirée du 26 février au Summum fêtant l'arrivée des médaillés français des Jeux olympiques d'hiver de 2018.
Lors des élections municipales de 2020, le débat du premier tour de TéléGrenoble est retransmis sur la chaîne Public Sénat.
Du 3 au 7 novembre 2020, la chaîne diffuse intégralement les 24 films des Rencontres Ciné Montagne projetés habituellement au Palais des Sports mais rendu inutilisable par la crise sanitaire due à la pandémie de Covid-19.

## Diffusion de la chaîne
TéléGrenoble est une chaîne gratuite, qui émet 24 heures sur 24 et 7 jours sur 7, sur un bassin de population d'environ un demi-million d'habitants dans les agglomérations voironnaise et grenobloise ainsi que sur le sud du département de l'Isère.
Les émetteurs en TNT, pour la région grenobloise, sont les suivants : relais de la tour sans Venin depuis le 15 septembre 2005, Croix de Chamrousse (altitude de 2 238 mètres), Le Bourg-d'Oisans (Belvédere) et Saint-Martin-d'Uriage (le Château) depuis le 20 septembre 2011. Pour la région voironnaise, le relais de Montaud est en service depuis le 15 décembre 2007. La chaine est également disponible sur une grande majorité de réémetteurs implantés dans le Trièves, en Matheysine et dans l'Oisans.
La chaîne TéléGrenoble est diffusée en direct sur la plateforme de vidéos Dailymotion. Elle peut également être reçue partout en France via les box TV de quatre opérateurs. En octobre 2016, TéléGrenoble Isère et trois autres chaînes locales de la région Rhône-Alpes, interpellent le conseil supérieur de l'audiovisuel pour manifester leur mécontentement dans la renumérotation surprise des chaînes locales proposées sur les box d'opérateurs internet.

## Identité visuelle

Logo jusqu'à l'été 2009
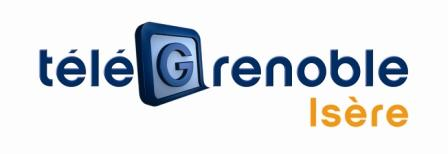
Logo de 2009 à 2011
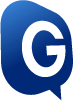
Logo de 2011 à 2021
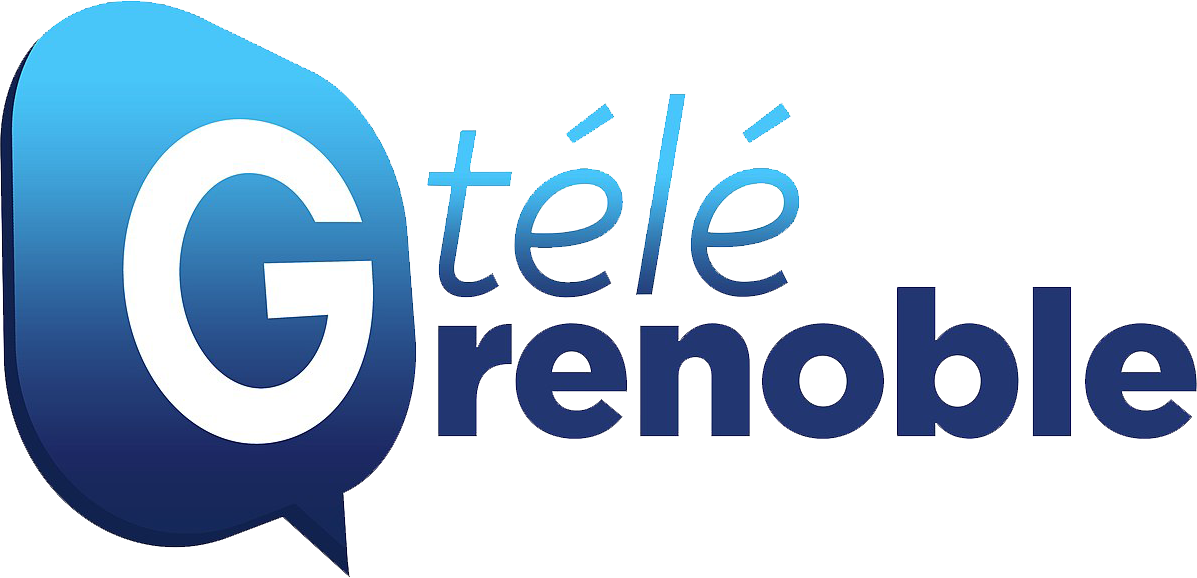
Logo depuis 2021

## Organisation

### Capital
TéléGrenoble  est une société par actions simplifiée au capital de 117 180 euros détenu par Gérard Balthazard, Thibault Leduc et une douzaine de chefs d'entreprises isérois.

### Équipe permanente

#### Direction
- Gérard Balthazard, Président
- Alexandra Linossier, Directrice administratif et développement

#### Antenne / Montage / Diffusion / Production
- Lise Martin, réalisatrice
- Mathias Bourrette, ingénieur du son
- Anthony Junet : technicien, cadreur - monteur

#### Rédaction
- Thibault Leduc, Rédacteur en chef
  - Marie-Caroline Abrial, journaliste (JRI)
  - Lucile Dailly, journaliste (JRI)
  - Lina Badreddine, journaliste (JRI)

#### Animateurs / Chroniqueurs
- Christophe Revil, journaliste économique
- Laurent Davier, journaliste montagne
- Alain Denizot, consultant économique
- Vincent Tempelaere, consultant santé
- Yves Lemaître, consultant automobile
- Matias Arraez, journaliste-présentateur

### Émissions
- Le JT : (Cap info jusqu'en 2015) le journal télévisé de la métropole de Grenoble du lundi au vendredi. L'émission est diffusée toutes les heures de 18h à midi le lendemain matin.
- Si on parlait : présenté depuis janvier 2016 par Thibault Leduc et depuis septembre 2022, aussi par Lucile Dailly du mardi au vendredi à 18h15, 19h15 et 20h15, des invités viennent parler de leur actualité sur le plateau de TéléGrenoble : sport, culture, politique ou insolite.
- G'Rugby (anciennement Terre de rugby): Lucile Dailly emmène au cœur des performances du FCG Rugby et des clubs isérois avec la complicité des acteurs du ballon ovale. L'émission est diffusée depuis 2009.
- G'Foot : La chaîne renoue avec ce sport depuis le 11 décembre 2018 après la longue période en statut amateur du Grenoble Foot 38.
- G'Sport : tous les lundis, les résultats sportifs du week-end.
- Esprit montagne : tous les jeudis, l'actualité de la glisse et de la montagne.
- Arrêt au stand : l'émission des sports mécaniques, les samedis à partir du 26 janvier 2019.
- Faites le test : tous les quinze jours, Laury teste en cinq minutes des modes de déplacement dans l'agglomération.
- Si on sortait : spot des sorties culturelles.
- Le Zap : reportages courts de deux à trois minutes sur des lieux, des évènements, des institutions, des personnages.
- #Isère mag : émission mensuelle présentant depuis juillet 2016 les coulisses du département de l'Isère.
- Check Up : magazine mensuel présenté par Marie-Caroline Abrial et traitant des questions de la santé en Isère.
- Grand Air : tous les quinze jours, Thibault Leduc propose de prendre un grand bol d'air avec les acteurs de la montagne. Première diffusion le premier et troisième lundi du mois à 21 h.
- Fontaine, l'édition citoyenne : le magazine d'information de la ville de Fontaine est diffusé chaque semaine depuis février 2016.
- Le JT des Voironnais : l'actualité de la ville de Voiron
- Récap Info : l'actualité de la semaine décortiquée en 52 minutes, présentée par Marie-Caroline Abrial et son invité politique.
- Class'Affaires : tous les mois Christophe Revil fait découvrir les dessous de l'économie iséroise avec des chefs d'entreprises de la région - Première diffusion le mardi à 21 h.
- Citoyen Mag : émission mensuelle consacrée aux missions des différents services de l'État présents en Isère
- Métropole Hebdo : présenté par Lina Badreddine, chaque semaine l'actualité de la métropole.
- 6min environnement : L'actualité environnement du territoire isérois.
- Chacun son tour : magie avec Kevin Micoud.
- Zik à Gre : les clips des artistes isérois
- Voyons voir (anciennement Agora jusqu'en juin 2016) : émission mensuelle produite depuis septembre 2012 en partenariat avec les trois autres chaînes locales de Rhône-Alpes (BFM Lyon, TL7 et TV 8 Mont-Blanc) sur différentes thématiques régionales - le jeudi à 21 h

En outre, depuis 2016, certaines émissions comme Récap Info, Class'Affaires ou Terre de rugby produisent un bonus de quelques minutes visible uniquement sur le site internet de la chaîne.

### Anciennes émissions
Au fil des années, des émissions laissent leur place à d'autres dans la grille des programmes. C'est le cas de Grellywood, magazine du cinéma présenté par Benjamin Dussy et François Cau, C mon cinéma traitant de l'actualité du cinéma et présentée par Manuel Houssais pendant cinq ans jusqu'en juin 2016, Bienvenue en Oisans, émission mensuelle consacrée à la découverte du massif de l'Oisans produite entre 2012 et 2014, Recherche Immo présentée par Stéphane Dumoulin, Allô Mahmoud, émission de libre antenne animée par Mahmoud de 2008 à 2010, Attitudes, magazine des sports extrêmes, Faites comme chez vous, magazine d'actualité présenté par Thibault Leduc, Power Play, magazine consacré au Grenoble métropole hockey 38 et présenté par Nicolas Troin entre octobre 2012 et avril 2013, Ça se tram' chez vous retraçant entre octobre 2012 et juin 2015 l'intégralité de la construction d'une ligne de tramway grâce au guide Éric, C'est pas mal chez vous qui fait découvrir chaque semaine entre septembre 2015 et juillet 2017 les quartiers et les villes de l'agglomération grâce au réseau des transports en commun, G l'info, magazine d'information de la vallée du Grésivaudan présenté de 2013 à 2017 par Julie Ségala, LSD le mag (Le Sport dauphinois, le mag), magazine généraliste de sport présenté par Hugo Galatioto et Jonathan Best du 12 septembre 2016 au 30 juillet 2018.